# Tramway d'Augsbourg
Le tramway d'Augsbourg est le réseau de tramways de la ville d'Augsbourg, en Allemagne. Ouvert le 8 mai 1881, il est actuellement[Quand ?] en travaux et comptera bientôt[Quand ?] 6 lignes.

## Réseau actuel

### Aperçu général
Le réseau possède cinq lignes.
| Ligne   | Type             | Trajet                                   | Nb arrêts | Carte |
| ------- | ---------------- | ---------------------------------------- | --------- | ----- |
| Ligne 1 | Ligne diamétrale | Lechhausen Neuer Ostfriedhof – Göggingen | 25 arrêts |       |
| Ligne 2 | Ligne diamétrale | Augsburg West P+R – Haunstetten Nord     | 29 arrêts |       |
| Ligne 3 | Ligne diamétrale | Stadtbergen – Haunstetten West P+R       | 26 arrêts |       |
| Ligne 4 | Ligne radiale    | Oberhausen Nord P+R – Hauptbahnhof       | 13 arrêts |       |
| Ligne 6 | Ligne radiale    | Hauptbahnhof – Friedberg West P+R        | 15 arrêts |       |